# Carla Kamphuis-Meijer
Carla Kamphuis-Meijer (14 september 1957) is een Nederlandse beeldhouwster.

## Leven en werk
Kamphuis-Meijer studeerde van 1976 tot 1981 aan de Rijksakademie van beeldende kunsten in Amsterdam. Haar in brons gegoten werken zijn figuratief.
Zij kreeg van de Stad Antwerpen en het Eugeen Van Mieghem Museum de opdracht vijf beelden te maken naar tekeningen van de Vlaamse kunstenaar Eugeen Van Mieghem voor de voormalige havenbuurt "Het Eilandje" in Antwerpen .

## Werken (selectie)
- 2005 : Antwerps Havenmeisje, Rijnkaai in Antwerpen
- 2006 : Havenboefje, Napoleonkaai in Antwerpen
- 2007 : De landverhuizer, Rijnkaai in Antwerpen
- 2007 : Danseuse
- 2008 : De Roeper, Torenlaan in Blaricum
- 2008 : Ram
- 2008 : Augustinne Pautre, Oostkant van het Willemdok in Antwerpen
- 2009 : Wiske, Godefriduskaai in Antwerpen
- 2009 : Nue debout Laren

## Fotogalerij

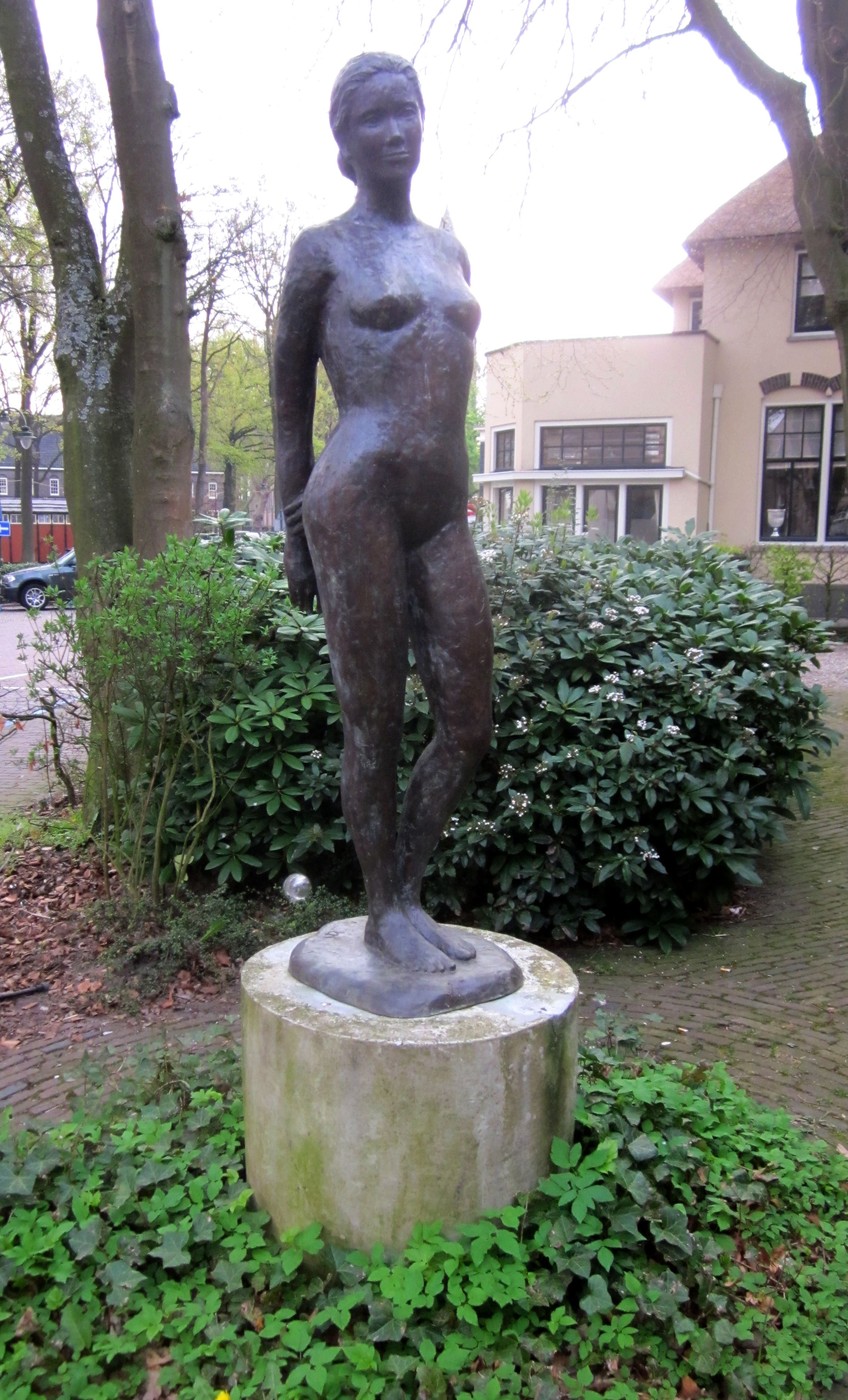
Nue debout, Laren
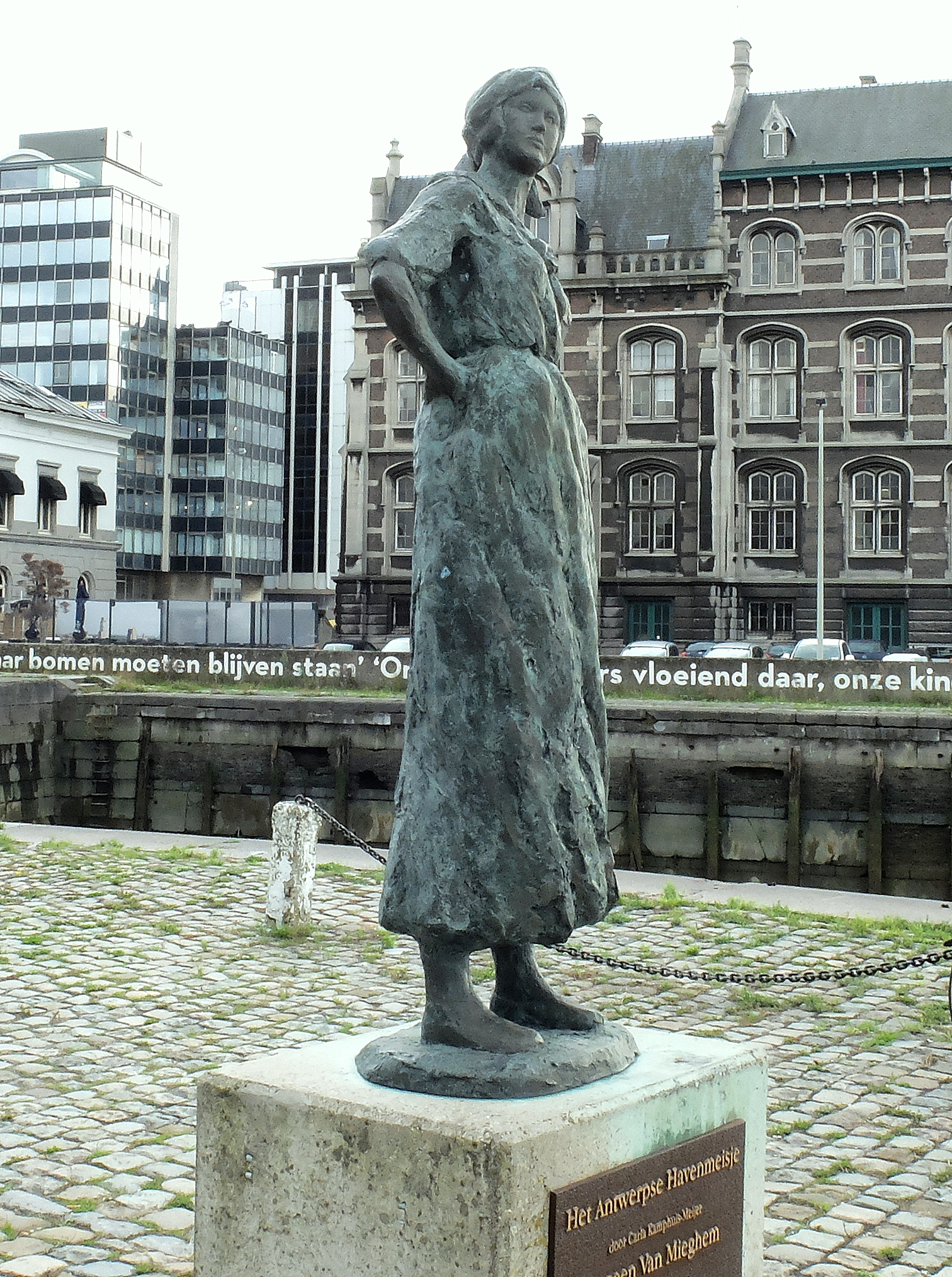
Antwerps havenmeisje, Antwerpen
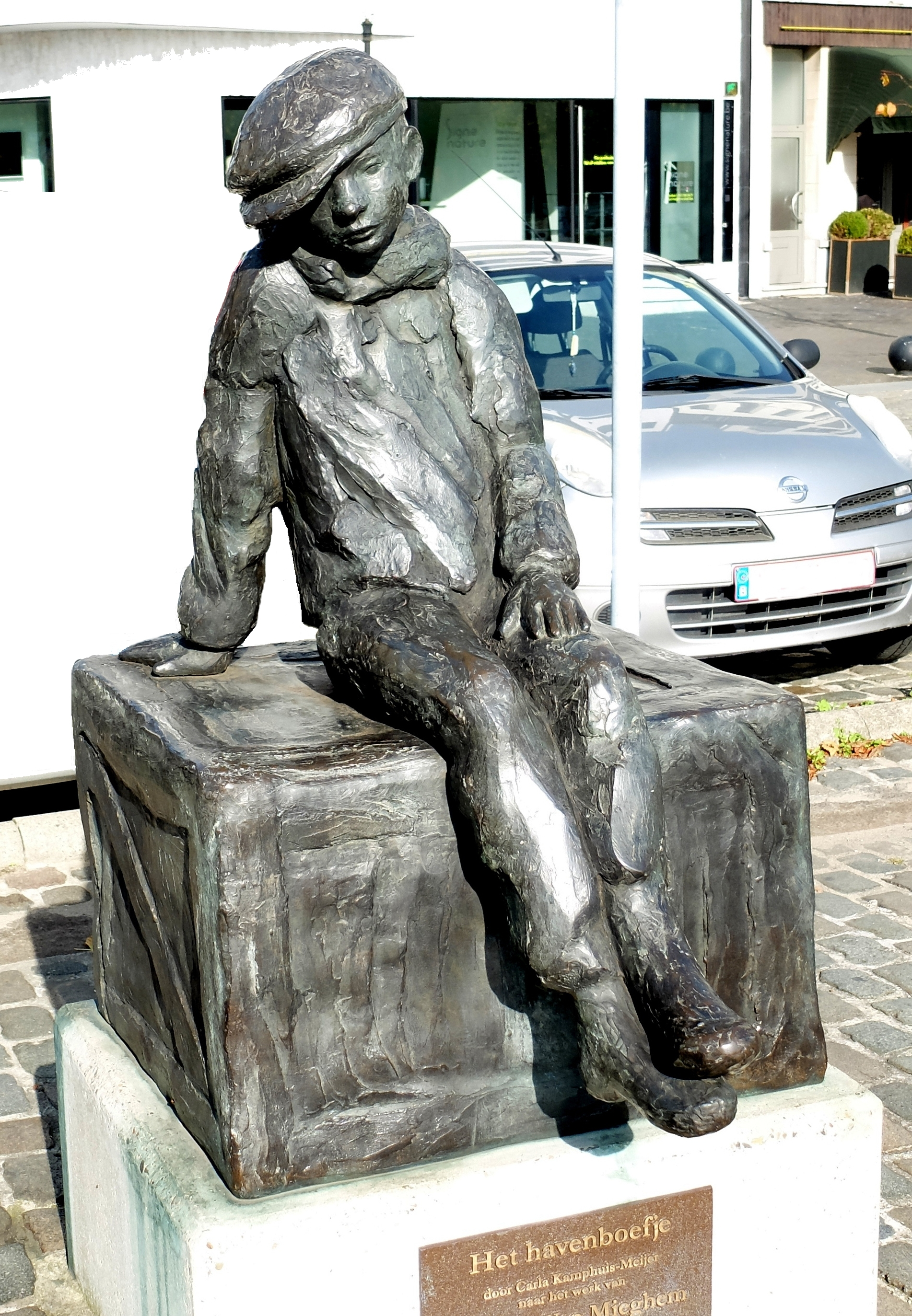
Het havenboefje, Antwerpen